# 10147 Mizugatsuka
10147 Mizugatsuka eller 1994 CK2 är en asteroid i huvudbältet som upptäcktes den 13 februari 1994 av den japanska astronomen Takao Kobayashi vid Ōizumi-observatoriet. Den är uppkallad efter den japanska parken Mizugatsuka.
Asteroiden har en diameter på ungefär 12 kilometer och den tillhör asteroidgruppen Themis.